# Lašče (gmina Borovnica)
Lašče – wieś w Słowenii, w gminie Borovnica. W 2018 roku liczyła 1 mieszkańca.